# Damir Skomina
Damir Skomina, slovenski nogometni sodnik pod okriljem UEFE.  * 5. avgust 1976, Koper.
S sodniškim stažem je pričel v letu 1992. Prvič je v 1. slovenski ligi  sodil leta 2000 med Beltinci in Primorjem. Leta 2008 je postal prvi slovenski nogometni sodnik na olimpijskih igrah Bil je eden od 12-tih nogometnih sodnikov na Evropskem prvenstvu v nogometu leta 2012. Sodil je tudi na Evropskem prvenstvu v Franciji leta 2016 in Svetovnem prvenstvu v Rusiji leta 2018. Leta 2019 je sodil v finalu med Tottenhamom in Liverpoolom. Konec avgusta 2021 je zaradi poškodbe kolena napovedal slovo od kariere nogometnega sodnika.

## Klubska tekmovanja

### Evropska liga
| Datum                   | Tekma                                | Stadion              | Krog                                |
| Pokal UEFA 2007/2008    | Pokal UEFA 2007/2008                 | Pokal UEFA 2007/2008 | Pokal UEFA 2007/2008                |
| ----------------------- | ------------------------------------ | -------------------- | ----------------------------------- |
| 8. november 2007        | Mladá Boleslav 1–2 Villarreal        | Mladá Boleslav       | Skupina C                           |
| 6. december 2007        | Anderlecht 1–1 Tottenham Hotspur     | Bruselj              | Skupina G                           |
| 21. februar 2008        | Bayer Leverkusen 5–1 Galatasaray     | Leverkusen           | Šestnajstina finala, povratna tekma |
| Pokal UEFA 2008/2009    |                                      |                      |                                     |
| 27. november 2008       | Sampdoria 1–1 Stuttgart              | Genova               | Skupina C                           |
| 26. februar 2009        | Valencia CF 2–2 Dinamo Kijev         | Valencija            | Šestnajstina finala, povratna tekma |
| Evropska liga 2009/2010 |                                      |                      |                                     |
| 18. februar 2010        | Panathinaikos 3–2 Roma               | Atene                | Šestnajstina finala                 |
| 18. marec 2010          | Olympique de Marseille 1–2 Benfica   | Marseille            | Osmina finala, povratna tekma       |
| 1. april 2010           | Fulham 2–1 VfL Wolfsburg             | Londres              | Četrtfinale                         |
| Evropska liga 2011/2012 |                                      |                      |                                     |
| 13. februar 2012        | Manchester United 1–2 Ajax Amsterdam | Manchester           | Šestnajstina finala, povratna tekma |
| 26. april 2012          | Valencia CF 0–1 Atlético de Madrid   | Valencija            | Polfinale, povratna tekma           |
| Evropska liga 2013/2014 |                                      |                      |                                     |
| 20. marec 2014          | Benfica 2–2 Tottenham Hotspur        | Lizbona              | Osmina finala, povratna tekma       |
| 24. april 2014          | Sevilla FC 2–0 Valencia CF           | Sevilja              | Polfinale                           |
| Evropska liga 2014/2015 |                                      |                      |                                     |
| 26. februar 2015        | Besiktas JK 1–0 Liverpool            | Carigrad             | Šestnajstina finala, povratna tekma |
| 16. april 2015          | Club Brugge K.V. 0–0 FK Dnipro       | Brugge               | Četrtfinale                         |
| 14. maj 2015            | Fiorentina 0–2 Sevilla FC            | Sevilja              | Polfinale, povratna tekma           |
| Evropska liga 2015/2016 |                                      |                      |                                     |
| 14. april 2016          | Sevilla FC 1–2 Athletic Bilbao       | Sevilja              | Četrtfinale, povratna tekma         |
| 28. april 2016          | Villarreal CF 1–0 Liverpool          | Vila-real            | Polfinale                           |
| Evropska liga 2016/2017 |                                      |                      |                                     |
| 24. maj 2017            | Ajax Amsterdam 0–2 Manchester United | Solna                | Finale                              |
| Evropska liga 2017/2018 |                                      |                      |                                     |
| 15. februar 2018        | Celtic Glasgow 1–0 FC Zenit          | Glasgow              | Šestnajstina finala                 |
| 12. april 2018          | Red Bull Salzburg 4–1 Lazio          | Salzburg             | Četrtina finala, povratna tekma     |

### Liga prvakov
| Datum                  | Tekma                                    | Stadion                | Krog                            |
| Liga prvakov 2008/2009 | Liga prvakov 2008/2009                   | Liga prvakov 2008/2009 | Liga prvakov 2008/2009          |
| ---------------------- | ---------------------------------------- | ---------------------- | ------------------------------- |
| 22. oktober 2008       | PSV Eindhoven 2–0 Olympique de Marseille | Eindhoven              | Skupina D                       |
| Liga prvakov 2009/2010 |                                          |                        |                                 |
| 15. september 2009     | Maccabi Haifa 0–3 Bayern Munich          | Ramat Gan              | Skupina A                       |
| 21. oktober 2009       | Zürich 0–1 Olympique de Marseille        | Zürich                 | Skupina C                       |
| 3. november 2009       | APOEL 0–1 Porto                          | Nikozija               | Skupina D                       |
| 9. december 2009       | Liverpool 1–2 Fiorentina                 | Liverpool              | Skupina E                       |
| Liga prvakov 2010/2011 |                                          |                        |                                 |
| 15. september 2010     | Real Madrid 2–0 Ajax                     | Madrid                 | Skupina G                       |
| 20. oktober 2010       | Inter Milan 4–3 Tottenham Hotspur        | Milano                 | Skupina A                       |
| 23. november 2010      | Auxerre 0–2 Milan                        | Auxerre                | Skupina G                       |
| 16. marec 2011         | Real Madrid 3–0 Lyon                     | Madrid                 | Osmina finala                   |
| 13. april 2011         | Schalke 04 2–1 Inter Milan               | Gelsenkirchen          | Četrtfinale, povratna tekma     |
| Liga prvakov 2011/2012 |                                          |                        |                                 |
| 14. september 2011     | Benfica 1–1 Manchester United            | Lizbona                | Skupina C                       |
| 22. november 2011      | Napoli 2–1 Manchester City               | Neapelj                | Skupina A                       |
| 19. oktober 2011       | Olympique de Marseille 0–1 Arsenal       | Marseille              | Skupina F                       |
| 6. marec 2012          | Arsenal 3–0 Milan                        | London                 | Osmina finala, povratna tekma   |
| 4. april 2012          | Chelsea 2–1 Benfica                      | London                 | Četrtina finala, povratna tekma |
| Liga prvakov 2012/2013 |                                          |                        |                                 |
| 18.september 2012      | Real Madrid 3–2 Manchester City          | Madrid                 | Skupina D                       |
| 23. oktober 2012       | Nordsjælland 1–1 Juventus                | Kobenhavn              | Skupina E                       |
| 21.november 2012       | Anderlecht 1–3 Milan                     | Anderlecht             | Skupina C                       |
| 5. marec 2013          | Borussia Dortmund 3–0 Shakhtar Donetsk   | Dortmund               | Osmina finala, povratna tekma   |
| 1. maj 2013            | Barcelona 0–3 Bayern Munich              | Barcelona              | Polfinale, povratna tekma       |
| Liga prvakov 2013/2014 |                                          |                        |                                 |
| 17. september 2013     | Manchester United 4–2 Bayer Leverkusen   | Manchester             | Skupina A                       |
| 5. november 2013       | Olympiacos 1–0 Benfica                   | Pirej                  | Skupina C                       |
| 10. december 2013      | Viktoria Plzeň 2–1 CSKA Moskva           | Plzeň                  | Skupina D                       |
| 8. april 2014          | Borussia Dortmund 2–0 Real Madrid        | Dortmund               | Četrtfinale, povratna tekma     |
| Liga prvakov 2014/2015 |                                          |                        |                                 |
| 16. september 2014     | Real Madrid 5–1 Basel                    | Madrid                 | Skupina B                       |
| 2. oktober 2014        | Porto 2–1 Athletic Bilbao                | Porto                  | Skupina H                       |
| 9. december 2014       | Monako 2–0 FC Zenit                      | Monako                 | Skupina C                       |
| 10. marec 2015         | Real Madrid 3–4 Schalke 04               | Madrid                 | Osmina finala, povratna tekma   |
| Liga prvakov 2015/2016 |                                          |                        |                                 |
| 15. september 2015     | Manchester City 1–2 Juventus             | Manchester             | Skupina D                       |
| 20. oktober 2015       | Dinamo Kijev 0–0 Chelsea                 | Kijev                  | Skupina G                       |
| 25. november 2015      | Borussia Mönchengladbach 4–2 Sevilla FC  | Mönchengladbach        | Skupina D                       |
| 8. marec 2016          | Wolfsburg 1–0 Gent                       | Wolfsburg              | Osmina finala, povratna tekma   |
| 4. maj 2016            | Real Madrid 1–0 Manchester City          | Madrid                 | Polfinale, povratna tekma       |
| Liga prvakov 2016/2017 |                                          |                        |                                 |
| 28. september 2016     | Borussia Mönchengladbach 1–2 Barcelona   | Mönchengladbach        | Skupina C                       |
| 18. oktober 2016       | Sporting CP 1–2 Borussia Dortmund        | Lizbona                | Skupina F                       |
| 23. november 2016      | Beşiktaş 3–3 Benfica                     | Carigrad               | Skupina B                       |
| 15. februar 2017       | Real Madrid 3–1 Napoli                   | Madrid                 | Osmina finala                   |
| 19. april 2017         | Monako 3–1 Borussia Dortmund             | Monako                 | Četrtfinale, povratna tekma     |
| Liga prvakov 2017/2018 |                                          |                        |                                 |
| 12. september 2017     | Barcelona 3–0 Juventus                   | Barcelona              | Skupina D                       |
| 18. oktober 2017       | Chelsea 3–3 Roma                         | London                 | Skupina C                       |
| 21. november 2017      | Napoli 3–0 Shakhtar Donetsk              | Neapelj                | Skupina F                       |
| 14. marec 2018         | Barcelona 3–0 Chelsea                    | Barcelona              | Osmina finala, povratna tekma   |
| 2. maj 2018            | Roma 4–2 Liverpool                       | Rim                    | Polfinale, povratna tekma       |

### Superpokal UEFA
| Superpokal UEFA 2012 – Monako | Superpokal UEFA 2012 – Monako | Superpokal UEFA 2012 – Monako | Superpokal UEFA 2012 – Monako |
| Datum                         | Tekma                         | Stadion                       |                               |
| ----------------------------- | ----------------------------- | ----------------------------- | ----------------------------- |
| 31. avgust 2012               | Chelsea 1–4 Atlético Madrid   | Monako                        |                               |

## Reprezentančna tekmovanja

### Olimpijske igre
| Poletne olimpijske igre 2008 – Peking | Poletne olimpijske igre 2008 – Peking | Poletne olimpijske igre 2008 – Peking | Poletne olimpijske igre 2008 – Peking |
| Datum                                 | Tekma                                 | Stadion                               | Krog                                  |
| ------------------------------------- | ------------------------------------- | ------------------------------------- | ------------------------------------- |
| 7. avgust 2008                        | Honduras 0–3 Italija                  | Qinhuangdao                           | Skupina D                             |
| 16. avgust 2008                       | Brazilija 2–0 Kamerun                 | Shenyang                              | Četrtfinale                           |

### Evropsko prvenstvo v nogometu
| Datum                                                   | Tekma                                                   | Stadion                                                 | Krog                                                    |
| Evropsko prvenstvo v nogometu 2012 – Poljska - Ukrajina | Evropsko prvenstvo v nogometu 2012 – Poljska - Ukrajina | Evropsko prvenstvo v nogometu 2012 – Poljska - Ukrajina | Evropsko prvenstvo v nogometu 2012 – Poljska - Ukrajina |
| ------------------------------------------------------- | ------------------------------------------------------- | ------------------------------------------------------- | ------------------------------------------------------- |
| 9. junij 2012                                           | Nizozemska 0–1 Danska                                   | Harkiv                                                  | Skupina B                                               |
| 16. junij 2012                                          | Švedska 2–3 Anglija                                     | Kijev                                                   | Skupina D                                               |
| 22. junij 2012                                          | Nemčija 4–2 Grčija                                      | Gdansk                                                  | Četrtfinale                                             |
| Evropsko prvenstvo v nogometu 2016 – Francija           |                                                         |                                                         |                                                         |
| 15. junij 2016                                          | Rusija 1–2 Slovaška                                     | Villeneuve-d'Ascq                                       | Skupina B                                               |
| 19. junij 2016                                          | Švica 0–0 Francija                                      | Villeneuve-d'Ascq                                       | Skupina A                                               |
| 27. junij 2016                                          | Anglija 1–2 Islandija                                   | Nica                                                    | Osmina finala                                           |
| 1. julij 2016                                           | Wales 3–1 Belgija                                       | Villeneuve-d'Ascq                                       | Četrtfinale                                             |

### Pokal konfederacij
| Pokal konfederacij 2017 – Rusija | Pokal konfederacij 2017 – Rusija | Pokal konfederacij 2017 – Rusija | Pokal konfederacij 2017 – Rusija |
| Datum                            | Tekma                            | Stadion                          | Krog                             |
| -------------------------------- | -------------------------------- | -------------------------------- | -------------------------------- |
| 18. junij 2017                   | Kamerun 0–2 Čile                 | Moskva                           | Skupina B                        |

### Svetovno prvenstvo v nogometu
| Svetovno prvenstvo v nogometu 2018 – Rusija | Svetovno prvenstvo v nogometu 2018 – Rusija | Svetovno prvenstvo v nogometu 2018 – Rusija | Svetovno prvenstvo v nogometu 2018 – Rusija |
| Datum                                       | Tekma                                       | Stadion                                     | Krog                                        |
| ------------------------------------------- | ------------------------------------------- | ------------------------------------------- | ------------------------------------------- |
| 19. junij 2018                              | Kolumbija 1–2 Japonska                      | Samara                                      | Skupina H                                   |
| 28. junij 2018                              | Anglija 0–1 Belgija                         | Kaliningrad                                 | Skupina G                                   |
| 3. julij 2018                               | Švedska 1–0 Švica                           | Sankt Peterburg                             | Osmina finala                               |